# Arkesíni
Arkesíni (Arkesini) är en ort i Grekland.   Den ligger i prefekturen Kykladerna och regionen Sydegeiska öarna, i den sydöstra delen av landet, 230 km sydost om huvudstaden Aten. Arkesíni ligger 153 meter över havet och antalet invånare är 106. Den ligger på ön Amorgos.
Terrängen runt Arkesíni är varierad. Havet är nära Arkesíni åt sydväst.  Närmaste större samhälle är Amorgos, 9,8 km nordost om Arkesíni. 